# رشد استرانسکیی-کرستانوف

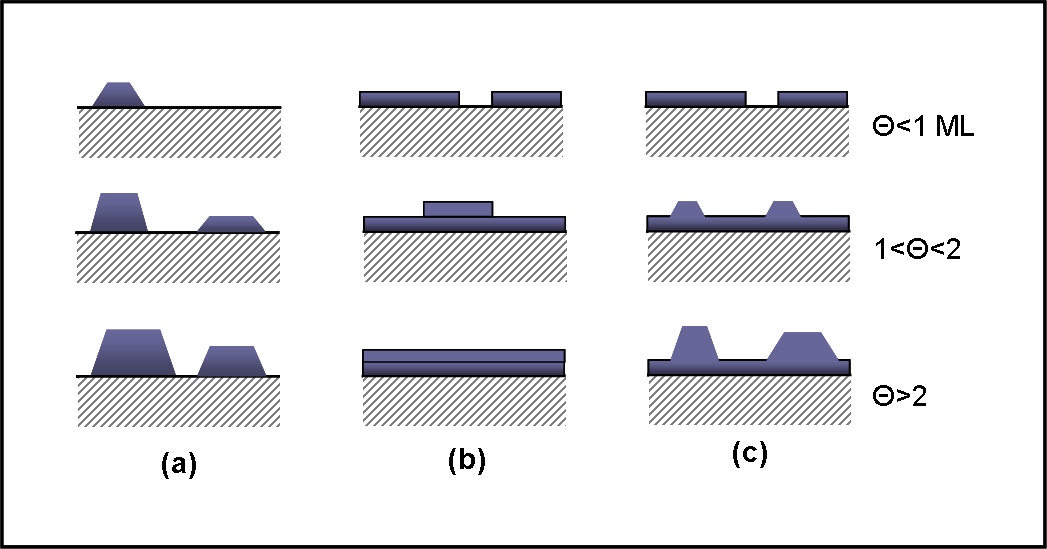
برش‌های عرضی از سه حالت اصلی رشد پوسته-نازک شامل (الف) ولمر-وبر (VW: تشکیل جزیره)، (ب) فرانک وان در مروه (FM: لایه-به-لایه) و (ج) استرانسکیی-کرستانوف (SK: لایه-به‌اضافه-جزیره). هر حالت برای چندین مقدار مختلف پوشش سطحی، Θ نشان داده شده‌است.

رُشد اِسترانسکیی-کِرستانوف (رشد اس‌کی، همچنین استرانسکی–کرستانوف یا اِسترانسکیی–کرستانو) یکی از سه حالت اصلی است که توسط آن پوسته‌های نازک به صورت برآرایی در سطح کریستالی یا سطح مشترک رشد می‌کنند. همچنین به عنوان «رشد لایه-به‌اضافه-جزیره» (به انگلیسی: 'layer-plus-island growth) شناخته می‌شود، حالت اس‌کی یک فرایند دو مرحله‌ای را دنبال می‌کند: در ابتدا، پوسته‌های کاملی از مواد جاذب، تا ضخامت چندین تک‌لایه، به صورت لایه-به-لایه روی یک زیرلایهٔ کریستالی رشد می‌کنند. فراتر از ضخامت لایه بحرانی، که به کُرنش و پتانسیل شیمیایی لایه رونشست‌شده (به انگلیسی: deposited) بستگی دارد، رشد از طریق هسته‌زایی و تلفیق «جزایر» جاذب ادامه می‌یابد. این سازوکار رشد برای اولین بار توسط ایوان استرانسکیی و لیوبومیر کرستانوف درسال ۱۹۳۸ موردتوجه قرارگرفت. با این همه، تا سال ۱۹۵۸، در اثر مهم ارنست بائر که در مجله کریستالوگرافی منتشرشد، سازوکارهای اس‌کی، وًلمر-وبر و فرانک-وَن دِر مروه به‌طور روش‌مند به‌عنوان فرآیندهای رشد پوسته-نازک اصلی طبقه‌بندی شدند. از آن زمان، رشد اس‌کی موضوع تحقیقات مشتاقانه‌ای بوده‌است، نه تنها برای درک بهتر ترمودینامیک و سینتیک پیچیده در هسته تشکیل لایه نازک، بلکه به عنوان مسیری برای ساخت نانوساختارهای جدید برای کاربرد در صنعت ریزالکترونیک.